# Anna Stepanjuk
Anna Volodimirivna Stepanjuk (ukrainska: Анна Володимирівна Степанюк), född 31 oktober 1992 i Lutsk, Ukraina, är en volleybollspelare (vänsterspiker).
Hon har på klubbnivå spelat för Volyn Universitet Lutsk (2009-2015), Azäryol VK (2015-2016), Anakent SK (2016) och Jakarta Pertamina Energi (2017-2019). Med lagen har hon vunnit ukrainska cupen två gånger och blivit indonesisk mästare en gång. Stepanjuk deltog med Ukrainas damlandslag i volleyboll vid EM 2019. Hon är gift med Oleh Plotnytsky i herrlandslaget.